# Héctor Sanabria
Héctor Arnaldo Sanabria (Buenos Aires, 29 de agosto de 1985 - Gregorio de Laferrere, 27 de agosto de 2013) fue un jugador de fútbol profesional argentino que jugaba en la demarcación de centrocampista.

## Biografía
Héctor Sanabria debutó como futbolista profesional en 2003 con el Nueva Chicago a los 18 años de edad. Tras pasar tres temporadas en el club argentino pasó a jugar con el CSD Flandria. Además, jugó para el CSD Merlo y posteriormente cedido para el CA Fénix. En 2011 fichó por el Municipal Pérez Zeledón costarricense y un año más tarde por el Deportivo Malacateco guatemalteco. Finalmente, en julio de 2013, fichó por el Deportivo Laferrere, equipo en el que permaneció hasta su muerte.
Héctor Sanabria falleció en la tarde del 27 de agosto de 2013 a los 27 años de edad en Gregorio de Laferrere tras sufrir un paro cardíaco en pleno partido cuando su equipo jugaba contra el General Lamadrid.

## Clubes
| Club                    | País       | Año         |
| ----------------------- | ---------- | ----------- |
| Nueva Chicago           | Argentina  | 2003 - 2006 |
| CSD Flandria            | Argentina  | 2006 - 2007 |
| CSD Merlo               | Argentina  | 2007 - 2009 |
| CA Fénix                | Argentina  | 2009 - 2010 |
| CA Merlo                | Argentina  | 2010 - 2011 |
| Municipal Pérez Zeledón | Costa Rica | 2011 - 2012 |
| Deportivo Malacateco    | Guatemala  | 2012 - 2013 |
| Deportivo Laferrere     | Argentina  | 2013        |

## Palmarés
| Club          | Competencia                                | País      |
| ------------- | ------------------------------------------ | --------- |
| Nueva Chicago | Torneo Clausura Primera B Nacional 2005/06 | Argentina |